# Rã-touro-americana
A rã-touro-americana (Rana catesbeiana), é uma espécie de rã nativa da América do Norte.
As rãs-touro são anfíbios grandes e podem atingir um comprimento de 20 centímetros e um peso de 1.500 g ou 1kg . São geralmente verdes ou de cor bronzeada, com  castanho escuro, verde escuro, ou negro e uma parte inferior amarela ou branca, que varia acentuadamente na época do acasalamento.
O esqueleto de uma rã adulta consiste de osso e cartilagem hialina, calcificada. A cartilagem calcificado pode ser encontrada ao longo de todo o corpo da rã, principalmente na epífise dos ossos largos dos membros.

## Distribuição
As rãs-touro são nativas da América do Norte. Podem ser encontradas nos Estados Unidos da América, Canadá e México, a este das Montanhas Rochosas. No entanto, e devido a acção humana, têm sido distribuídas por todo o mundo. Na Europa e leste dos Estados Unidos, adaptaram-se medidas de controle da sua população porque competem e por vezes ameaçam de extinção outras espécies que são nativas.
A rã-touro é carnívora e consome quase tudo o que esteja ao seu alcance: insectos, mamíferos pequenos (ratos), peixes, pássaros, serpentes, e também outras rãs.

## Galeria de imagens

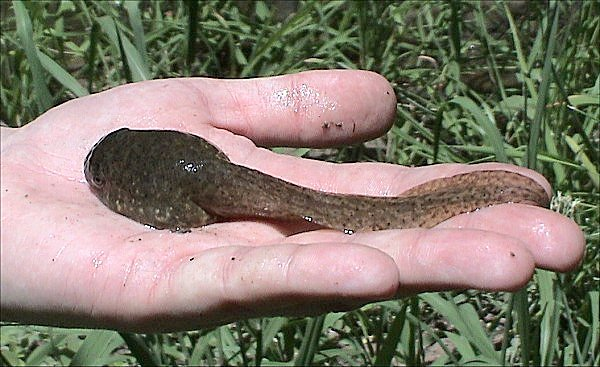
Um girino de rã-touro
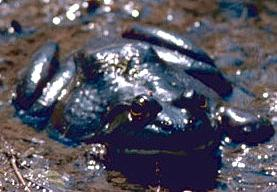
Rã-touro
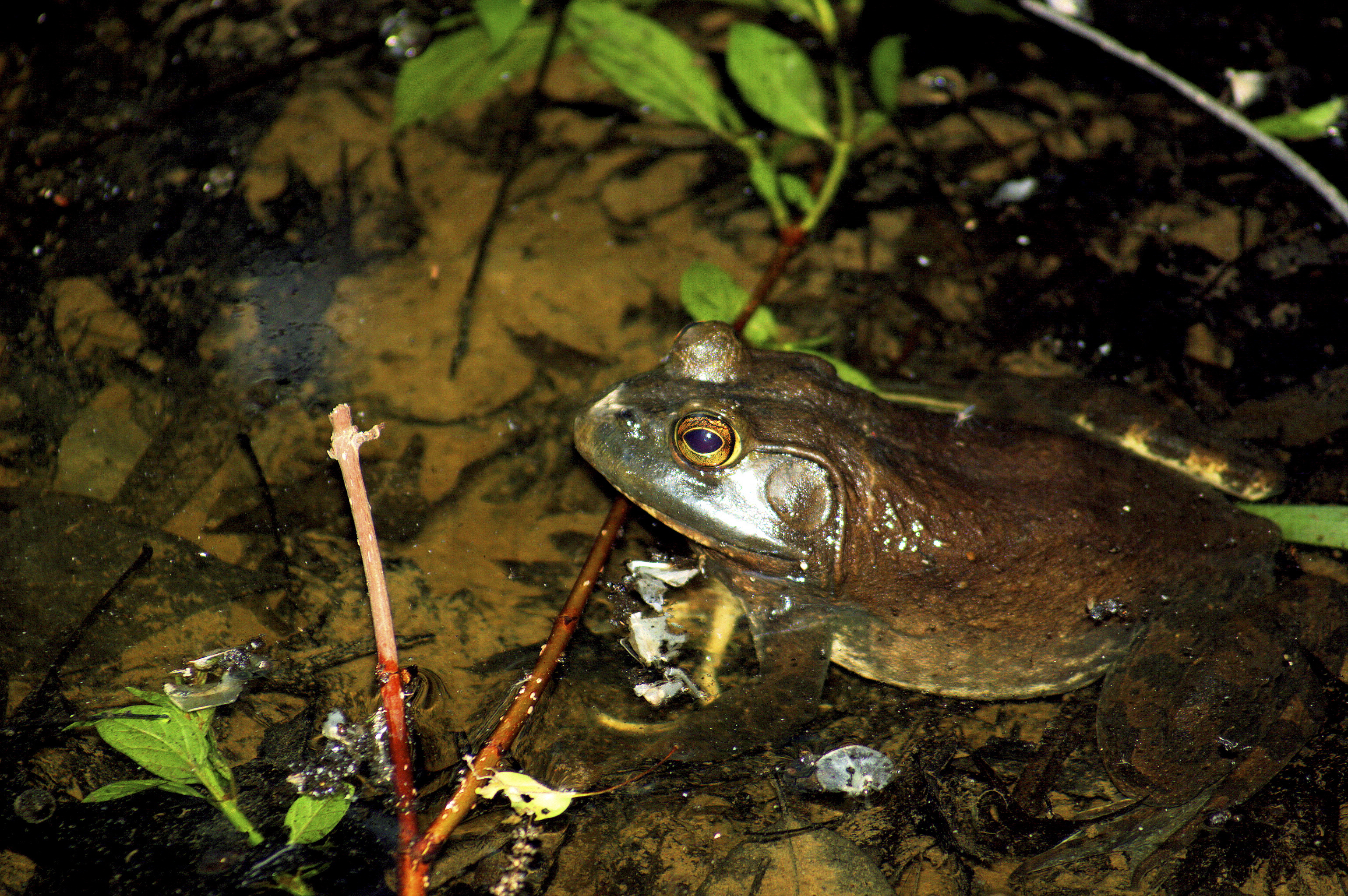
Rã-touro
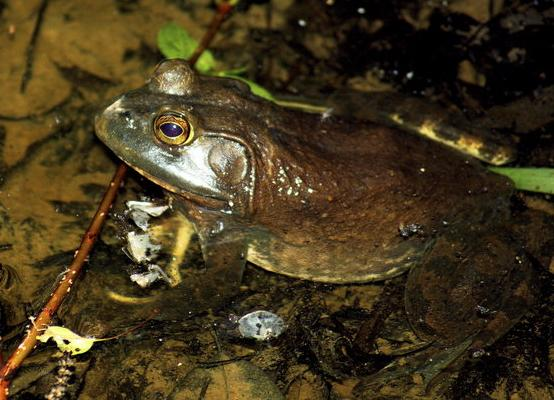
Rã-touro
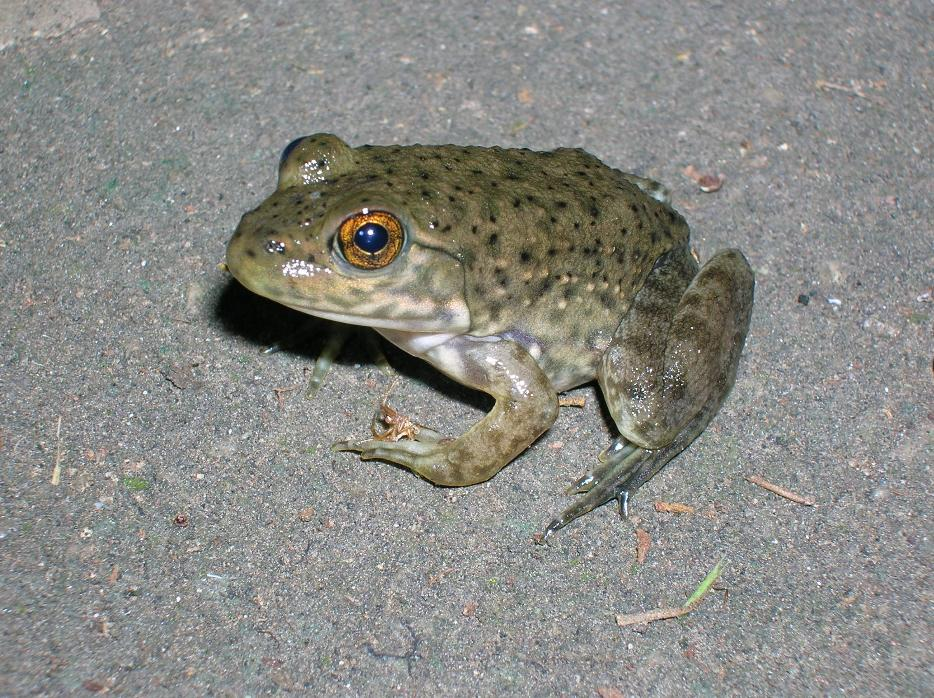
Rã-touro juvenil